# Shores of California
Shores of California - jest trzecim singlem duetu The Dresden Dolls z albumu "Yes, Virginia..."

## Wykonawcy
Amanda Palmer - pianino, wokal, autorka tekstów, kompozytorka

Brian Viglione - perkusja, gitara

## Teledysk
Teledysk do tego singla jest parodią teledysku "California Girls" Davida Lee Rotha. Występuje w nim Amanda Palmer, Liam Kyle Sullivan (jako bohaterka Kelly z teledysku "Shoes"), David J (założyciel zespołu Bauhaus), Margaret Cho, Jason Webley, jak również brygada Dirty Business oraz inni fani, którzy zostali namówieni do wzięcia udziału. Teledysk został wyreżyserowany przez Andrew Bennett z Shoe String Concert Videos oraz wyprodukowany przez Franka Caridiego. Na oficjalnym video na YouTube, jest wzmianka, że Brian nie był dostępny w dzień filmowania, by rozwiać pogłoski o rozpadzie zespołu.